# Kasteel Born
Kasteel Born is een kasteel, deels in ruïneuze toestand, gelegen in het gelijknamige Nederlands-Limburgse kerkdorp Born dat sinds 2001 deel uitmaakt van de gemeente Sittard-Geleen. Het kasteel, gelegen binnen een dubbele omgrachting, is in 1930 door brand grotendeels verwoest.

## Geschiedenis

### Bewoners
De eerste vermelding is het jaar 1150 toen sprake was van een middeleeuws kasteel gelegen op de plek van de huidige ruïne en dat eigendom was van Gozewijn I van Born, de oudst bekende Heer van Born. Hij verkocht het kasteel in 1154 aan Hendrik van Leyen, prins-bisschop van Luik en (wellicht?) zoon van Hendrik I, graaf van Limburg en Aarlen. Vervolgens kwam het kasteel in eigendom van achtereenvolgens de geslachten Valkenburg-Heinsberg en Salm.

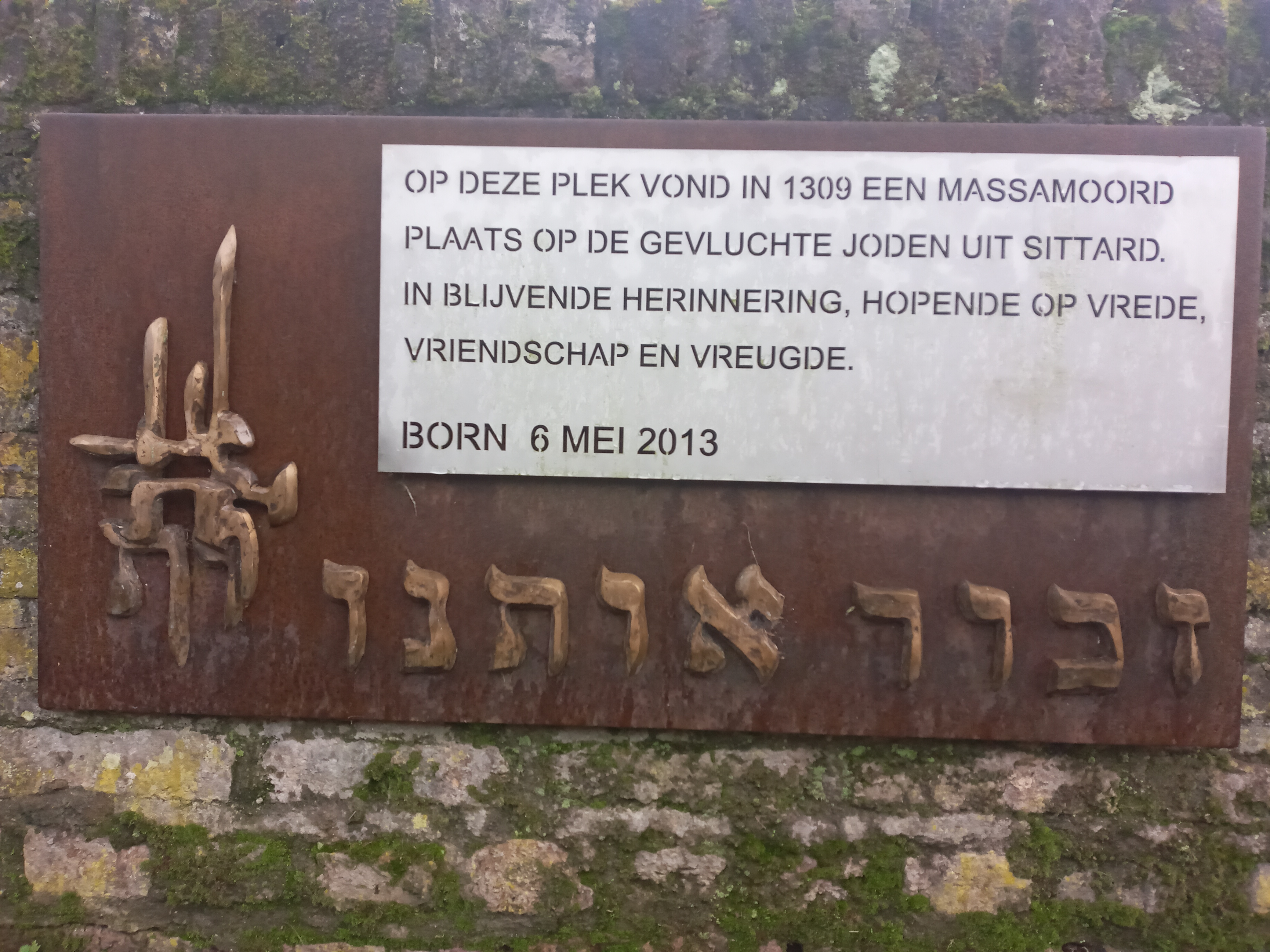
Herdenkingsbord pogrom

Tijdens de Armenkruistocht van 1309 vond op het kasteel van Born een pogrom plaats: 110 Joden, afkomstig uit Sittard en Susteren, en door Reinoud van Valkenburg op het kasteel in bescherming genomen, werden door een meute afgeslacht, waarbij het kasteel in brand werd gestoken. In 1400 verkocht Jan van Salm het kasteel aan hertog Willem III van Gulik.
In 1538 werd het versterkte huis Born deels afgebroken. Na een korte bewoning door de familie van Drimborn, kwam het kasteel weer in handen van de van Guliks. In 1647 verkocht Wolfgang Willem van Palts-Neuburg, hertog van Gulik en Berg, de restanten aan Jan Arnold van Lerode (ook: Leerode, Leerodt of Leheradt), een edelman uit het Duitse Heinsberg, die tevens kanunnik van het domkapittel in Münster en het Sint-Lambertuskapittel in Luik, alsmede aartsdiaken van Kempenland was. Hij liet in 1662-1666 het huidige Kasteel Born als zomerslot bouwen, vlak bij het oude kasteel. De laatste baron van Lerode die het kasteel bewoonde is Frans Adam. Hij was tevens de laatste die de titel van rijksgraaf voerde. In 1795 werden met de komst van de Fransen alle feodale privileges opgeheven en in 1800 werden de oude heerlijkheden vervangen door gemeenten.
Op 30 maart 1813 verkocht Maximiliaan van Lerode zijn bezittingen, waaronder de kastelen Born en Grasbroek en de bij deze kastelen gelegen molens, een watermolen en een windmolen. Maximiliaan vertrok vervolgens naar zijn Pruisische stamslot waar hij in 1819 op 32-jarige leeftijd overleed. De nieuwe eigenaar werd Lodewijk Matheus Gilissen, een industrieel uit Maastricht.
De erfgenamen van Gilissen verkochten op hun beurt de goederen aan de grondeigenaar Hendrik de Cramer, gehuwd met Elise Ransonnet. Hun erfgename was dochter Joanna Clementina de Cramer, gehuwd met Jean Baptist Barbou (de Roosteren) en later met de Belgische graaf Amédé du Puis de Watremont. Zie ook: bewonersgeschiedenis La Grande Suisse, Maastricht. Haar zoon Johannes (Jean) Barbou erfde het kasteel Grasbroek met aanhorigheden en haar zoon uit het tweede huwelijk, Henri du Puis de Watremont, erfde het kasteel Born met aanhorigheden. Henri overleed in 1906 waarna ook het kasteel Born in bezit kwam van Jean Barbou. Zijn zoon Etienne erfde het kasteel, restaureerde het en was de laatste bewoner tot het in augustus 1930 door een grote brand onbewoonbaar werd.

### De brand van 1930
In de nacht van 28 op 29 augustus 1930 brandde het kasteel, althans het hoofdgebouw, volledig uit. De brand ontstond door onbekende oorzaak omstreeks half elf 's avonds in het middendeel en ging de hele nacht door. De brandweerkorpsen van Born en Buchten waren het eerst ter plaatse, maar konden weinig uitrichten omdat hun brandspuiten niet hoog genoeg reikten. Brandweerkorpsen uit Geleen en Sittard wisten met hun motorspuiten de brand aanvankelijk onder controle te krijgen, maar doordat een van de spuiten na middernacht defect raakte, laaide het vuur opnieuw op. Assistentie van de korpsen uit Maastricht en Heerlen, die rond half twee met vijf motorspuiten arriveerden, kwam te laat om het kasteel te redden. De schade werd geschat 250.000 gulden en werd door de verzekering gedekt. Behalve het 17e-eeuwse gebouw zelf ging het grootste deel van de waardevolle inventaris verloren, waaronder de inrichting van de kapel in de oostelijke hoektoren, de grote salon in Lodewijk XVI-stijl, een ander vertrek in dezelfde stijl met gestucte panelen van de vier jaargetijden, en enkele marmeren schouwen met het wapenschild van De Lerode. Alleen een antieke kast, waarvan de waarde geschat werd op 100.000 gulden en waarvan slechts één ander exemplaar bekend was, in het bezit van de Duitse ex-keizer, kon op tijd in veiligheid worden gebracht. De kasteelboerderij bleef gespaard.
Bestonden er aanvankelijk nog plannen tot herbouw van het kasteel, in 1937 was men druk bezig het afgebrande bouwdeel verder te slopen. Daarbij werd onder andere een oude waterput ontdekt, waarvan de afdekplaat het jaartal 1553 vermeldde. Het puin werd gebruikt ter verharding van de oprijlaan naar het terrein Den Dekker, waar de nieuwe villa van de heer Barbou zou worden gebouwd. Tegen de sloop rees verzet, onder andere van de zijde van de Bond Heemschut.

### Recente geschiedenis
In 1956 verkocht de familie Barbou de Roosteren de kasteelruïne aan de gemeente Born. Tot een herbouw van het afgebrande kasteel is het nooit gekomen. Het gebouwencomplex is sinds 1969 een rijksmonument. Midden jaren 1970 was de kasteelruïne geheel overwoekerd. Wel werd de voorburcht met de kasteelboerderij in de jaren 1989-1990 hersteld, terwijl gelijktijdig een nieuwe middenvleugel verrees. Hierna waren deze gebouwen enige jaren in gebruik als raadhuis van de gemeente Born. Na een gemeentelijke herindeling in 2001 werd Born opgenomen in de nieuwe gemeente Sittard-Geleen. De gebouwen werden daarna bestemd tot gemeentelijk archief. Daarna vonden er diverse bedrijven huisvesting. Om de kasteelruïne voor verder verval te behoeden is men in 2000 gestart met een consolidatieproject.

## Beschrijving

### Kasteelruïne en voorburcht
Het huidige gebouwencomplex bestaat uit de ruïne van een rechthoekig, 17e-eeuws kasteel met vier hoektorens en een niet daarmee verbonden voorburcht met de voormalige kasteelboerderij. Het kasteelcomplex wordt omringd door een dubbele gracht die gevoed wordt door de Hondsbeek (Honsbeek).
Het hoofdgebouw is opgetrokken in een bouwstijl die het midden houdt tussen Maaslandse renaissance en Luiks-Akense barok. De bakstenen muren zijn versierd met hardstenen raamomlijstingen en mergelstenen lisenen op de hoeken van de hoektorens. De voor- en achtergevels bevatten resten van mergelstenen pilasters. Het op oude afbeeldingen zichtbare fronton, dat de voorgevel bekroonde, is bij de brand verdwenen, evenals de (gestucte?) gevelversieringen. De schuin aflopende onderbouw van het hoofdgebouw bevat geblokte hoeklisenen en kleine vensters, typerend voor de 17e-eeuwse Maaslandse bouwtrant. De bovenbouw is mogelijk later tot stand gekomen, aangezien enkele voor de Maaslandse renaissance typerende kenmerken ontbreken: speklagen, kleine vensteropeningen en hardstenen kruiskozijnen. Wel zijn er mergelstenen lijsten tussen de verdiepingen aangebracht. De kruiskozijnen zijn mogelijk in de 18e eeuw verwijderd.
De voorburcht bestond oorspronkelijk uit drie aaneengesloten vleugels rondom een binnenplaats; een L-vormige noordvleugel bestaande uit stallen, een middenvleugel met stallen en schuren en een L-vormige zuidvleugel met een koetshuis, een tiendschuur en paardenstal. De middenvleugel is in de 18e eeuw afgebroken en in 1989 is op deze plaats een moderne nieuwbouw verrezen. De uit 1784 stammende rentmeesterwoning heeft witgeschilderde, bakstenen muren en een schilddak met twee pirons. Het vrijstaande huis diende vroeger als woning van de tuinman.

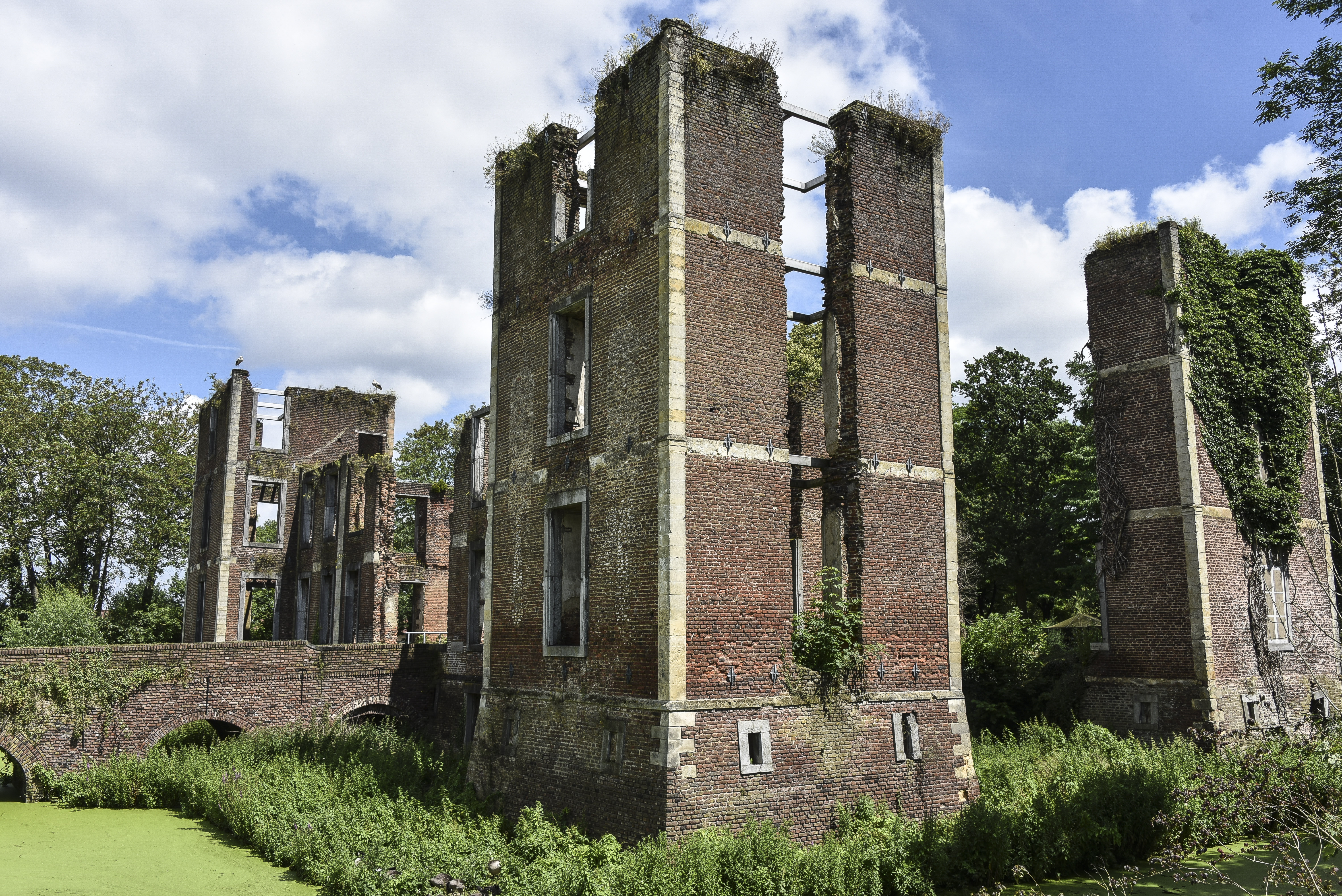
Kasteelruïne en slotbrug
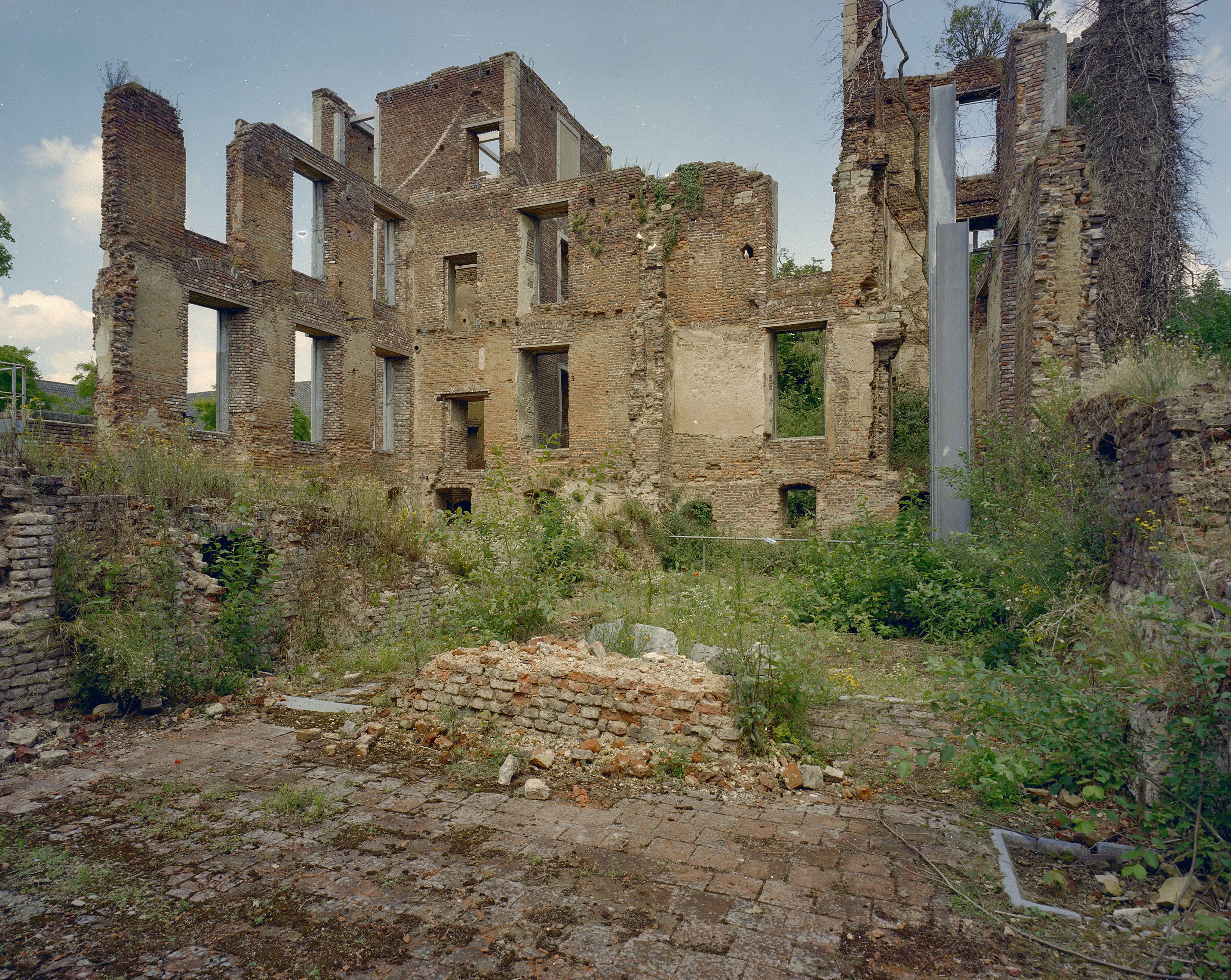
Interieur kasteelruïne
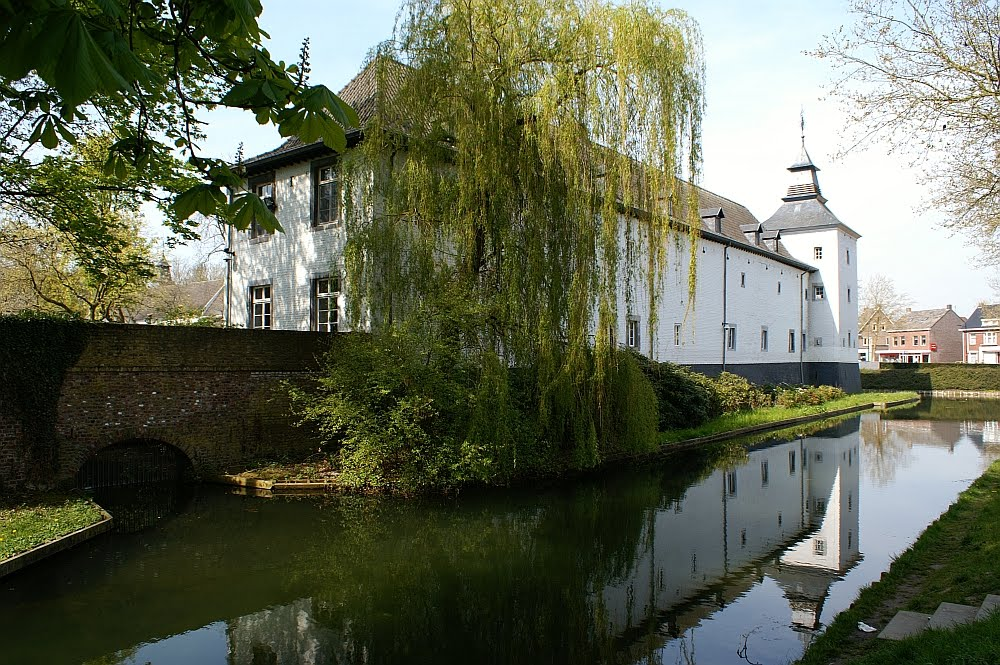
Voorburcht
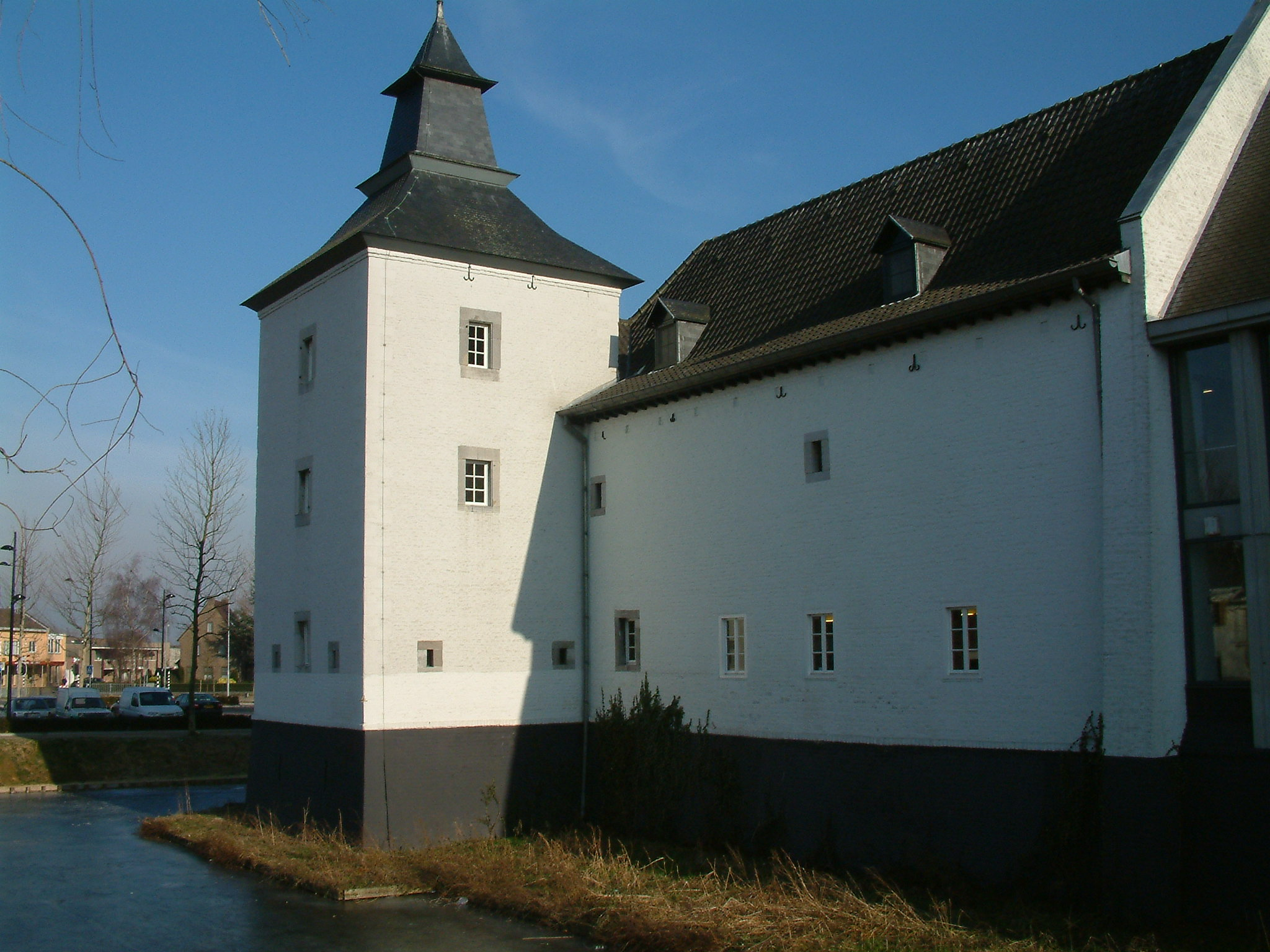
Voorburcht, kasteelboerderij

### Kasteelpark Born
Achter de kasteelruïne ligt het Kasteelpark Born dat sinds 1970 is ingericht als wandelpark en dierenpark. Hier vindt men onder andere lynxen, kamelen, moeflons, berberapen en flamingo's. Het park bestaat uit een hoger en een lager gedeelte, van elkaar gescheiden door een oude keermuur. Deze beschermde bij overstroming van de Hondsbeek de hoger gelegen siertuinen. Andere relicten uit het verleden zijn een amfitheater en een ijskelder. Die laatste is bij verbouwingswerkzaamheden ingestort en vormt nu het verblijf van de lynxen. Het kasteelpark trekt jaarlijks ongeveer 80.000 bezoekers.

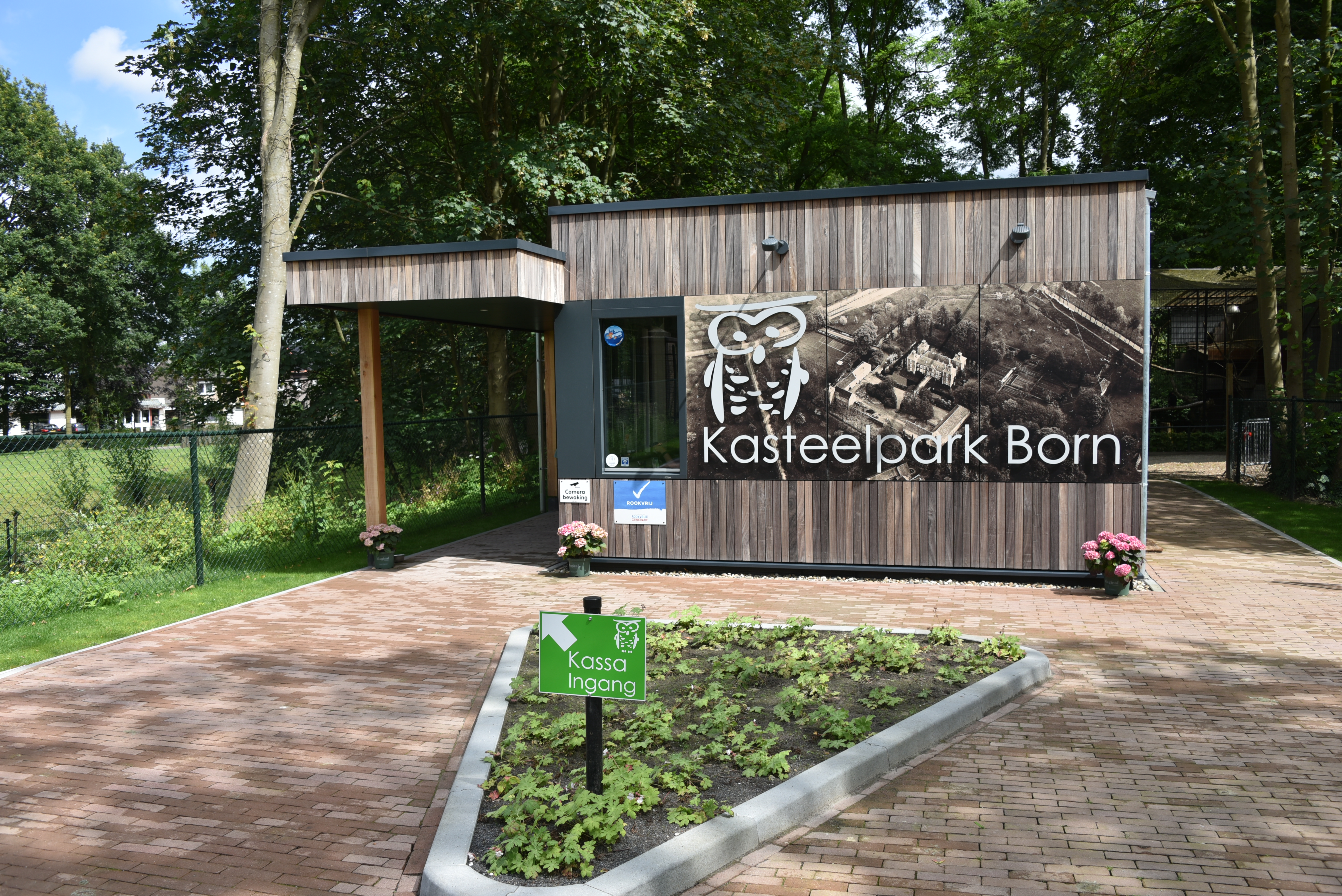
Entree kasteelpark
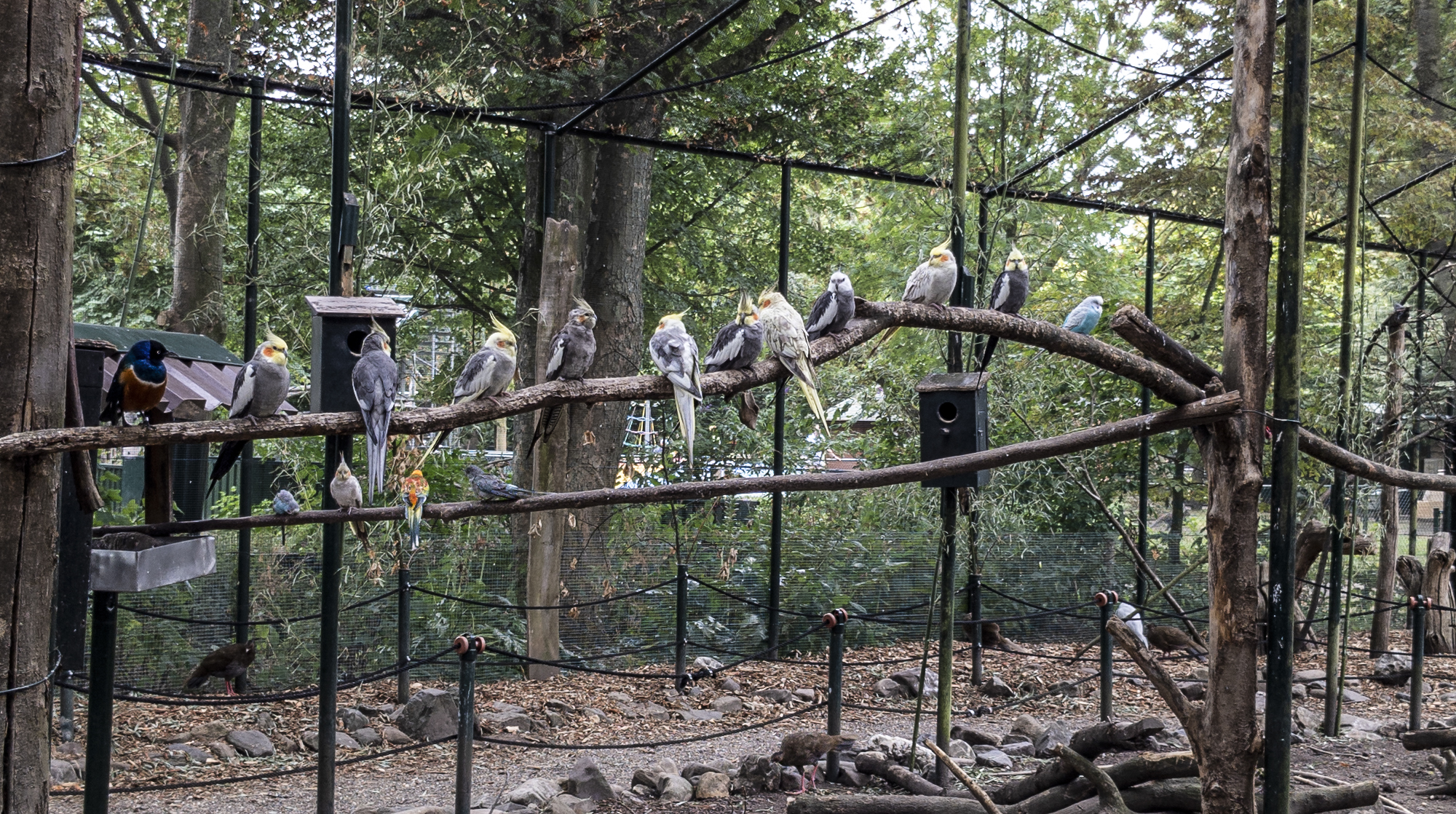
Doorloopvolière
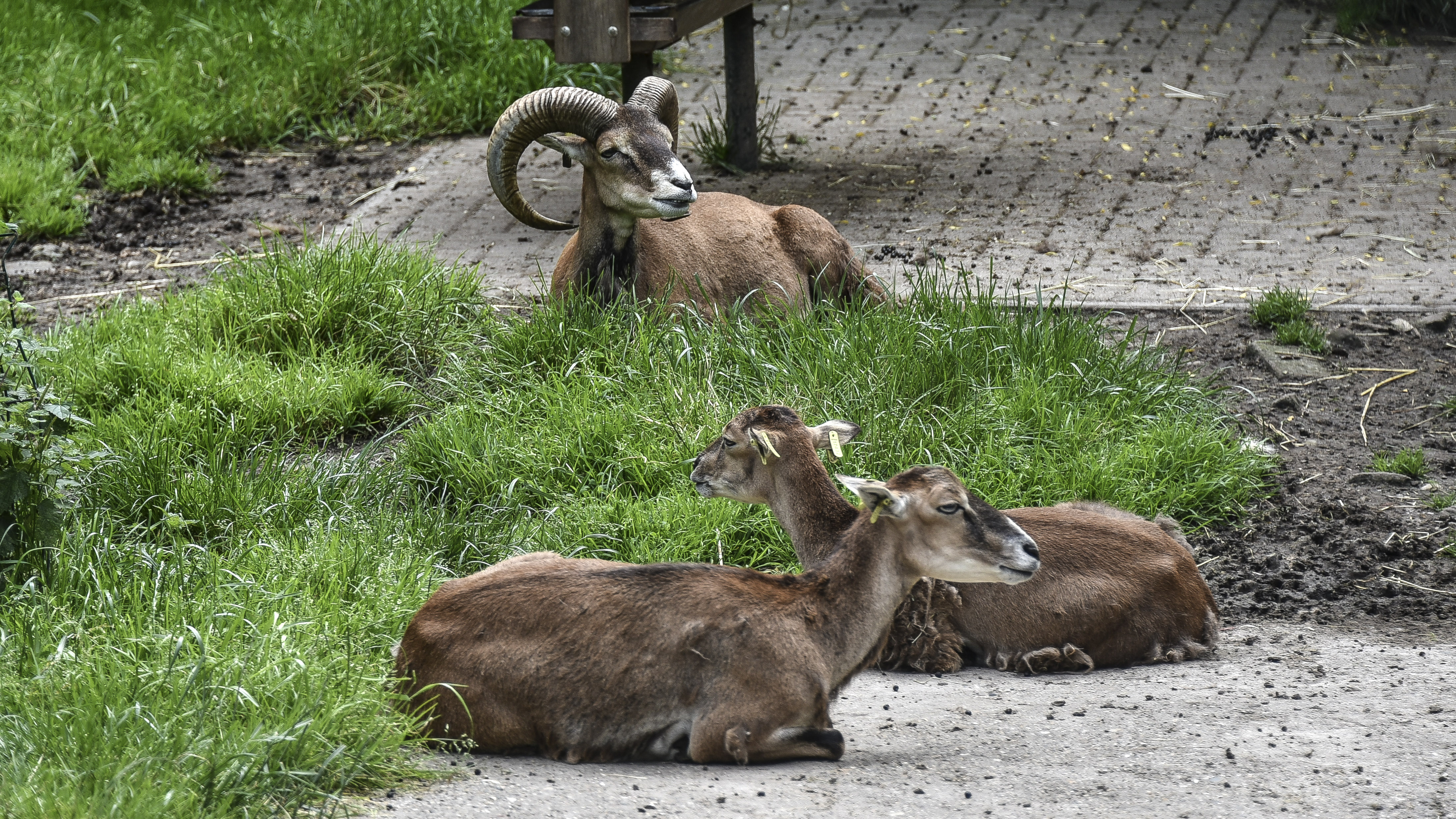
Moeflons
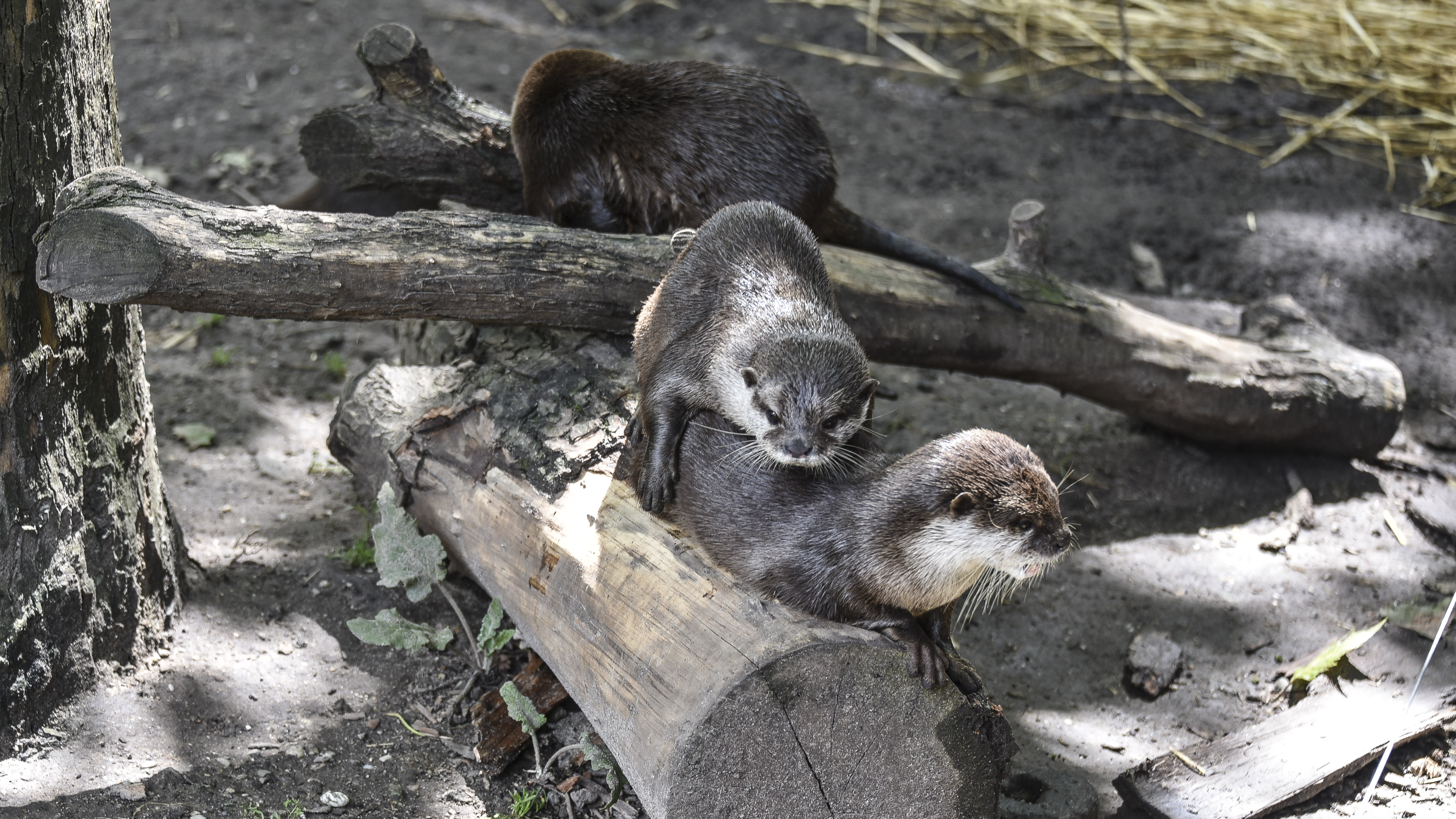
Aziatische kleinklauwotter

## Varia
- Baron (of graaf) van Lerode, de bouwheer van het kasteel was een groot kunstliefhebber, Zijn verzameling zou zeshonderd uitgelezen schilderijen hebben omvat. Onbekend is wat er met de collectie is gebeurd.[13]
- Bijzonder is/was het uit 35 klokken bestaande carillon dat in de voorburcht van het kasteel hing. Op de slagklok na, die de gebruikelijke vorm had, hadden deze klokken de vorm van een halve bol. Het carillon, dat zich in slechte staat bevond, werd in 1941 door baron E. Barbou van Roosteren geschonken aan het Museum "Het Land van Sittard" te Sittard.[14] De huidige verblijfplaats is niet bekend.